# زمین‌لغزش ۲۰۲۰ گجدروم
زمین‌لغزش گجدروم ۲۰۲۰ (انگلیسی: 2020 Gjerdrum landslide) یک زمین‌لغزش سریع خاک رس بود که در ساعات اولیه ۳۰ دسامبر ۲۰۲۰ در دهکده Ask، مرکز اداری گجدروم در نروژ رخ داد. مساحت زمین‌لغزش ۳۰۰ در ۷۰۰ متر (۹۸۰ در ۲۳۰۰ فوت) بود و چندین ساختمان را ویران کرد، بیشتر آنها خانه‌ها و ساختمان‌های آپارتمانی بودند.
تا ۳ ژانویه ۲۰۲۱، تعداد کشته‌ها هفت نفر در اثر رانش زمین تأیید شده‌است، در حالی که سه نفر مفقود هستند. به گفته رسانه‌ها، علل زمین لغزش توسط پلیس بررسی خواهد شد.